# Gran Premi d'Austràlia del 2012
El Gran Premi d'Austràlia de Fórmula 1 de la temporada 2012 s'ha disputat al circuit d'Albert Park, del 16 al 18 de març del 2012.

## Resultats
Classificacions extretes de la plana oficial de la F1

## Resultats de la qualificació
| Pos                      | No | Pilot              | Constructor           | Part 1   | Part 2      | Part 3      | Sortida |
| ------------------------ | -- | ------------------ | --------------------- | -------- | ----------- | ----------- | ------- |
| 1                        | 4  | Lewis Hamilton     | McLaren-Mercedes      | 1:26.800 | 1:25.626    | 1:24.922    | 1       |
| 2                        | 3  | Jenson Button      | McLaren-Mercedes      | 1:26.832 | 1:25.663    | 1:25.074    | 2       |
| 3                        | 10 | Romain Grosjean    | Lotus F1 Team-Renault | 1:26.498 | 1:25.845    | 1:25.302    | 3       |
| 4                        | 7  | Michael Schumacher | Mercedes GP           | 1:26.586 | 1:25.571    | 1:25.336    | 4       |
| 5                        | 2  | Mark Webber        | Red Bull-Renault      | 1:27.117 | 1:26.597    | 1:25.651    | 5       |
| 6                        | 1  | Sebastian Vettel   | Red Bull-Renault      | 1:26.773 | 1:25.982    | 1:25.668    | 6       |
| 7                        | 8  | Nico Rosberg       | Mercedes GP           | 1:26.763 | 1:25.469    | 1:25.686    | 7       |
| 8                        | 18 | Pastor Maldonado   | Williams-Renault      | 1:26.803 | 1:26.206    | 1:25.908    | 8       |
| 9                        | 12 | Nico Hülkenberg    | Force India-Mercedes  | 1:27.464 | 1:26.314    | 1:26.451    | 9       |
| 10                       | 16 | Daniel Ricciardo   | Toro Rosso-Ferrari    | 1:27.024 | 1:26.319    | Sense temps | 10      |
| 11                       | 17 | Jean-Éric Vergne   | Toro Rosso-Ferrari    | 1:26.493 | 1:26.429    |             | 11      |
| 12                       | 5  | Fernando Alonso    | Ferrari               | 1:26.688 | 1:26.494    |             | 12      |
| 13                       | 14 | Kamui Kobayashi    | Sauber-Ferrari        | 1:26.182 | 1:26.590    |             | 13      |
| 14                       | 19 | Bruno Senna        | Williams-Renault      | 1:27.004 | 1:26.663    |             | 14      |
| 15                       | 11 | Paul di Resta      | Force India-Mercedes  | 1:27.469 | 1:27.086    |             | 15      |
| 16                       | 6  | Felipe Massa       | Ferrari               | 1:27.633 | 1:27.497    |             | 16      |
| 17                       | 15 | Sergio Pérez       | Sauber-Ferrari        | 1:26.596 | Sense temps |             | 221     |
| 18                       | 9  | Kimi Räikkönen     | Lotus F1 Team-Renault | 1:27.758 |             |             | 17      |
| 19                       | 20 | Heikki Kovalainen  | Caterham-Renault      | 1:28.679 |             |             | 18      |
| 20                       | 21 | Vitali Petrov      | Caterham-Renault      | 1:29.018 |             |             | 19      |
| 21                       | 24 | Timo Glock         | Marussia-Cosworth     | 1:30.923 |             |             | 20      |
| 22                       | 25 | Charles Pic        | Marussia-Cosworth     | 1:31.670 |             |             | 21      |
| temps pel 107%: 1:32.214 |    |                    |                       |          |             |             |         |
| 23                       | 22 | Pedro de la Rosa   | HRT-Cosworth          | 1:33.495 |             |             | NVQ2    |
| 24                       | 23 | Narain Karthikeyan | HRT-Cosworth          | 1:33.643 |             |             | NVQ2    |
|                          |    |                    |                       |          |             |             |         |

Notes
- ^1  — Sergio Pérez penalitza 5 posicions per canviar la caixa de canvi
- ^2  — Pedro de la Rosa i Narain Karthikeyan no poden prendre la sortida per no superar el temps de tall que marca la regla del 107%.

## Resultats de la Cursa
| Pos | No | Pilot              | Constructor           | Voltes | Temps / Retirada | Pos.Sortida | Punts |
| --- | -- | ------------------ | --------------------- | ------ | ---------------- | ----------- | ----- |
| 1   | 3  | Jenson Button      | McLaren-Mercedes      | 58     | 1h 34' 09. 565   | 2           | 25    |
| 2   | 1  | Sebastian Vettel   | Red Bull-Renault      | 58     | + 2.139 s        | 6           | 18    |
| 3   | 4  | Lewis Hamilton     | McLaren-Mercedes      | 58     | + 4.075 s        | 1           | 15    |
| 4   | 2  | Mark Webber        | Red Bull-Renault      | 58     | + 4.547 s        | 5           | 12    |
| 5   | 5  | Fernando Alonso    | Ferrari               | 58     | + 21.565 s       | 12          | 10    |
| 6   | 14 | Kamui Kobayashi    | Sauber-Ferrari        | 58     | + 36.766 s       | 13          | 8     |
| 7   | 9  | Kimi Räikkönen     | Lotus F1 Team-Renault | 58     | + 38.014 s       | 17          | 6     |
| 8   | 15 | Sergio Pérez       | Sauber-Ferrari        | 58     | + 39.458 s       | 22          | 4     |
| 9   | 16 | Daniel Ricciardo   | Toro Rosso-Ferrari    | 58     | + 39.556 s       | 10          | 2     |
| 10  | 11 | Paul di Resta      | Force India-Mercedes  | 58     | + 39.737 s       | 15          | 1     |
| 11  | 17 | Jean-Éric Vergne   | Toro Rosso-Ferrari    | 58     | + 39.848 s       | 11          |       |
| 12  | 8  | Nico Rosberg       | Mercedes GP           | 58     | + 57.642 s       | 7           |       |
| 13  | 18 | Pastor Maldonado   | Williams-Renault      | 57     | Accident         | 8           |       |
| 14  | 24 | Timo Glock         | Marussia-Cosworth     | 57     | + 1 Volta        | 20          |       |
| 15  | 25 | Charles Pic        | Marussia-Cosworth     | 53     | + 5 Voltes       | 21          |       |
| 16  | 19 | Bruno Senna        | Williams-Renault      | 52     | Col·lisió        | 14          |       |
| Ret | 6  | Felipe Massa       | Ferrari               | 46     | Col·lisió        | 16          |       |
| Ret | 20 | Heikki Kovalainen  | Caterham-Renault      | 38     |                  | 18          |       |
| Ret | 21 | Vitali Petrov      | Caterham-Renault      | 44     |                  | 19          |       |
| Ret | 7  | Michael Schumacher | Mercedes GP           | 10     | Caixa canvi      | 4           |       |
| Ret | 10 | Romain Grosjean    | Lotus F1 Team-Renault | 1      | Col·lisió        | 3           |       |
| Ret | 12 | Nico Hülkenberg    | Force India-Mercedes  | 0      | Col·lisió        | 9           |       |

## Classificació del mundial després de la cursa
| Pos | Pilot            | Punts |
| --- | ---------------- | ----- |
| 1   | Jenson Button    | 25    |
| 2   | Sebastian Vettel | 18    |
| 3   | Lewis Hamilton   | 15    |
| 4   | Mark Webber      | 12    |
| 5   | Fernando Alonso  | 10    |

| Pos | Constructor      | Punts |
| --- | ---------------- | ----- |
| 1   | McLaren-Mercedes | 40    |
| 2   | Red Bull-Renault | 30    |
| 3   | Sauber-Ferrari   | 12    |
| 4   | Ferrari          | 10    |
| 5   | Lotus F1 Team    | 6     |

- Nota: Només s'inclouen els 5 primers de cada classificació. Per veure-la completa aneu a Temporada 2012 de Fórmula 1

## Altres
- Pole: Lewis Hamilton 1' 24. 922

- Volta ràpida: Jenson Button 1' 29. 187 (a la volta 56)